# Gemechaniseerde oorlogvoering
Gemechaniseerde oorlogvoering is een tactiek waarbij de infanterie wordt ondersteund door pantservoertuigen, daaronder begrepen tanks en mobiel geschut (bijvoorbeeld voor de luchtafweer). Er wordt hierbij ook wel gesproken van gemechaniseerde infanterie.
De eerste toepassing van gemechaniseerde oorlogvoering vond plaats in de Eerste Wereldoorlog toen de Entente merkte dat men door middel van eerdere tactieken (frontale aanvallen met een overmacht) niet van de Centralen kon winnen. De Britten zetten daarom als eerste tanks in aan de Slag om de Somme, van het Mark I-type. Tanks werden in deze tijd voornamelijk ingezet als ondersteunend wapen voor infanterie te voet; strategische uitbraken werden er niet mee uitgevoerd, hoewel daar wel over werd nagedacht.
In de periode tussen de Eerste en de Tweede Wereldoorlog, het Interbellum, werden de tanks technologisch steeds beter. Dit leidde tot een verandering in de tactiek. Tanks konden nu samen met gemotoriseerde infanterie snel oprukken. In de Tweede Wereldoorlog bleek gemechaniseerde oorlogsvoering zeer effectief; zij kon leiden tot een snelle ineenstorting van de vijandelijke verdediging: de Blitzkrieg, die het eerst werd toegepast tijdens Fall Gelb, de Duitse aanval in mei 1940. Later in de oorlog werd het echter duidelijk dat deze methode ook haar beperkingen had; de meeste gevechten werden nog steeds door normale infanteriedivisies uitgevoerd. Het uitrusten van een gemechaniseerde eenheden was immers een stuk kostbaarder dan een gewone infanteriedivisie, waardoor maar een klein percentage van het leger gemechaniseerd was.
Na de Tweede Wereldoorlog werden op den duur alle legers van ontwikkelde landen volledig gemechaniseerd. Bij de oorlogvoering tegen een zwakkere partij (asymmetrische oorlogsvoering) bleken niet-gemechaniseerde legers echter juist weer effectiever, omdat deze beter kunnen inspelen op een guerrilla.